# Amélia Rodrigues
Amélia Rodrigues es un municipio brasilero del estado de Bahía. Su población estimada en 2009 era de 48 012 habitantes.